# Kitgum
Kitgum est une ville du nord de l'Ouganda, capitale du district de Kitgum.

## Localisation
Kitgum est bordé par Padibe au nord, Mucwini au nord-est, Kitgum Matidi à l'est, Acholibur au sud et Pajimu à l'ouest. La ville est située à environ 108 kilomètres au nord-est de Gulu, et à environ 460 kilomètres au nord de Kampala, la capitale de l'Ouganda. Les coordonnées de Kitgum sont 3°17'20.0 N, 32°52'40.0 E (Latitude:3.28888889 ; Longitude:32.877778).

## Histoire
Dans les années 1990 et 2000, la région autour de Kitgum et la ville de Kitgum subissent les exactions d'un mouvement rebelle pseudo-religieux, l'armée de résistance du Seigneur (LRA) : attaques, enlèvements, etc. En 1996, le gouvernement ougandais décide de regrouper les populations de cette région dans une trentaine, puis une vingtaine de « villages protégés », pour séparer les rebelles des paysans acholis. Kampala prête aux Acholis des sympathies pour la LRA. Coupés de leur habitat traditionnel, de leurs champs et de leurs ressources, ces habitants deviennent des assistés, par nécessité. Cette situation accentue encore le décalage économique entre cette région et le reste du pays,,,.

## Personnalités liées à la ville
- Aamito Lagum (1992-), mannequin, a passé une partie de son enfance à Kitgum, avec sa mère célibataire et ses grands-parents[7].